# Vanhoeffenura chelata
Vanhoeffenura chelata là một loài chân đều trong họ Munnopsidae. Loài này được Birstein miêu tả khoa học năm 1957.